# 黃竝
黃竝（越南语：／；1822年—？年），原名黃公彥（越南语：／），字偕之（越南语：／），越南阮朝官員。

## 生平
黃竝是承天府廣田縣福煙總羅雲社（今屬承天順化省廣田縣）人，明命三年（1822年）出生。紹治六年（1846年），參加承天場鄉試，考中舉人。嗣德中，任翰林院侍讀。嗣德二十一年（1868年），升任兵部郎中。隨即於六月改任侍讀學士，充任如清乙副使，出使清朝。嗣德二十三年（1870年），改任辦理工部事務，後升廣平布政使。嗣德二十五年（1872年），因境內有民眾阮文歡打虎救父，理應嘉獎，黃竝奏報不詳，嗣德帝下令奪俸。